# Michal Doležal (1977)
Michal Doležal (* 19. srpna 1977) je bývalý český fotbalista, záložník.

## Fotbalová kariéra
V české lize hrál za FK Teplice, SK Hradec Králové, SK Dynamo České Budějovice a FK Ústí nad Labem. Nastoupil ve 320 ligových utkáních a dal 24 gólů. V nižších soutěžích hrál i za FC Chomutov a v Německu za SV Germania Schöneiche.

## Ligová bilance
| Ročník                          | Zápasy | Góly | Klub                       |
| ------------------------------- | ------ | ---- | -------------------------- |
| 2. česká fotbalová liga 1995/96 | 2      | 0    | FK Teplice                 |
| 2. česká fotbalová liga 1996/97 | 14     | 1    | FK Ústí nad Labem          |
| 1. česká fotbalová liga 1996/97 | 9      | 0    | FK Teplice                 |
| Gambrinus liga 1997/98          | 26     | 1    | FK Teplice                 |
| Gambrinus liga 1998/99          | 15     | 0    | FK Teplice                 |
| Gambrinus liga 2000/01          | 16     | 0    | SK Hradec Králové          |
| Gambrinus liga 2000/01          | 11     | 2    | FK Teplice                 |
| 2. česká fotbalová liga 2001/02 | 5      | 3    | FC Chomutov                |
| Gambrinus liga 2001/02          | 18     | 1    | FK Teplice                 |
| Gambrinus liga 2002/03          | 15     | 0    | FK Teplice                 |
| Gambrinus liga 2003/04          | 28     | 0    | FK Teplice                 |
| Gambrinus liga 2004/05          | 30     | 3    | FK Teplice                 |
| Gambrinus liga 2005/06          | 26     | 5    | FK Teplice                 |
| Gambrinus liga 2006/07          | 27     | 1    | FK Teplice                 |
| Gambrinus liga 2007/08          | 30     | 6    | FK Teplice                 |
| Gambrinus liga 2008/09          | 24     | 1    | FK Teplice                 |
| Gambrinus liga 2009/10          | 9      | 0    | FK Teplice                 |
| Gambrinus liga 2009/10          | 9      | 2    | SK Dynamo České Budějovice |
| Gambrinus liga 2010/11          | 27     | 2    | FK Ústí nad Labem          |
| CELKEM 1. liga                  | 320    | 24   |                            |